# Kuta Baro Bm
Kuta Baro Bm is een bestuurslaag in het regentschap Nagan Raya van de provincie Atjeh, Indonesië. Kuta Baro Bm telt 162 inwoners (volkstelling 2010).